# 洪州宗
洪州宗（こうしゅうしゅう）とは、唐代の禅宗の一派を指す。禅宗史において、六祖慧能の南宗禅の系統の中で、南嶽懐譲の後継である馬祖道一に始まる系譜を、その活動拠点である洪州によって、洪州宗と呼ぶ。後世、その系統から潙山霊祐や臨済義玄が出て、潙仰宗と臨済宗として、五家七宗の一翼を担うこととなる。
その系譜は、馬祖道一に始まり、『百丈清規』によって禅院の規律を制定した百丈懐海によって、禅宗独自の教団制度を確立した。百丈の下から、潙山霊祐と黄檗希運（黄檗宗）が出て、黄檗希運の門下より臨済義玄が出て、その系統が、潙仰宗と臨済宗に受け継がれることとなる。